# Эгюий-д’Аржантьер
Эгюий-д’Аржантьер (фр. Aiguille d'Argentière) — вершина в горном массиве Монблан на границе Франции в регионе Овернь — Рона — Альпы и Швейцарии в кантоне Вале. Высота вершины составляет 3901 метр над уровнем моря (3900 метров по другим источникам). Эгюий-д’Аржантьер расположена между вершинами Эгюий-дю-Шардонне и Мон-Долан. Наиболее примечательной является северная стена вершины, в верхней части имеющая протяжённые участки наклоном 55°—65°. Ещё в 1950-х годах северная стена была покрыта массивным сплошным ледовым покровом. В начале 2000-х годов покров был уже частично разрушен и содержал многочисленные сераки высотой до 60 метров.

## История восхождений
Первое восхождение на Эгюий-д’Аржантьер совершили Эдуард Уимпер, Энтони-Адамс Райлли, Мишель Кро, Мишель Пайот и Анри Чарлет 15 июля 1864 года. Их маршрут проходил по леднику Шардонне, стекающему с западной стороны вершины, с выходом на северо-западный гребень и последующим переходом на северную стену на высоте около 3750 метров. Впоследствии Уимпер описал это восхождение в своей книге Scrambles Amongst the Alps: In the Years 1860-69.
15 июля 2015 года Винсент Фурнье и Джефф Мерсье совершили первое восхождение по маршруту «Эфареб» на южной стене (категория сложности 6b+). Их восхождение состоялось ровно через 151 год после первого восхождения на вершину.

## Маршруты восхождений
Классический маршрут восхождения на вершину проходит по леднику Мильё, стекающему с юго-западной стороны вершины, через приют Эгюий (фр. Aiguille du Refuge), расположенный на высоте 3057 метров, и имеет категорию II по классификации UIAA (PD+ по классификации IFAF). Маршрут Уимпера и других первовосходителей имеет категорию III по классификации UIAA (PD+ по классификации IFAF). Остальные маршруты восхождения имеют более высокую категорию сложности. Вершина Эгюий-д’Аржантьер также имеет несколько маршрутов для горнолыжных спусков.